# Aplocheilichthys moeruensis
Aplocheilichthys moeruensis är en fiskart som först beskrevs av Boulenger, 1914.  Aplocheilichthys moeruensis ingår i släktet Aplocheilichthys och familjen Poeciliidae. IUCN kategoriserar arten globalt som livskraftig. Inga underarter finns listade i Catalogue of Life.